# 욧카이치 아스나로 철도 하치오지선
하치오지 선(일본어: 八王子線)은 전 구간이 미에현 욧카이치시에 있으며, 히나가역부터 니시히노 역까지를 잇는 욧카이치 아스나로 철도의 철도 노선이다.
2015년 4월, 긴키 닛폰 철도에서 욧카이치 아스나로 철도로 노선이 이관되었다.

## 노선 정보
- 노선 거리 (영업 거리) : 1.3 km
- 궤간 : 762mm
- 역 수 : 2역 (기종점역 포함)
- 복선화 구간 : 없음 (전 구간 단선)
- 전철화 구간 : 전 구간 전철화 (직류 750V)
- 폐색 방식 : 자동 폐색식

전 구간, 나고야 수송 총괄부의 관할

## 역사
- 1911년 12월 28일 : 미에 궤도 설립
- 1912년 8월 14일 : 히나가 - 이세하치오지(폐역) 간 개통
- 1965년 4월 1일 : 긴키 닛폰 철도로 이관
- 1974년 7월 25일 : 집중 호우로 히나가 - 이세하치오지 간 선로 유실
- 1976년 4월 1일 : 니시히노 역 이전 복구. 히나가 - 니시히노 간 운행 재개. 니시히노 - 이세하치오지 구간 폐지
- 2012년 8월 21일 : 긴키 닛폰 철도가 지역 주민 간담회에서 우쓰베 · 하치오지 선 폐지 및 BRT화 발표
- 2013년 9월 27일 : 긴키 닛폰 철도와 욧카이치시 간 노선 존속 합의
- 2014년 3월 27일 : 욧카이치 아스나로 철도 설립
- 2015년 4월 1일 : 욧카이치 아스나로 철도로 노선 이관

## 역 목록
| 역명     | 일어 역명 | 로마자 역명 | 역간 거리 | 누계 거리 | 접속 노선                               |
| -------- | --------- | ----------- | --------- | --------- | --------------------------------------- |
| 히나가   | 日永      | HINAGA      | -         | 0.0       | 욧카이치 아스나로 철도 우쓰베 선 (직통) |
| 니시히노 | 西日野    | NISHIHINO   | 1.3       | 1.3       |                                         |